# Caserne Chambière
La caserne Chambière, ou caserne Saint-Jean, était une caserne de cavalerie. Construite au XVIIIe siècle sur l’île Chambière, elle était située entre la rue de la caserne et le boulevard du Pontiffroy, au nord-est du centre-ville de Metz.

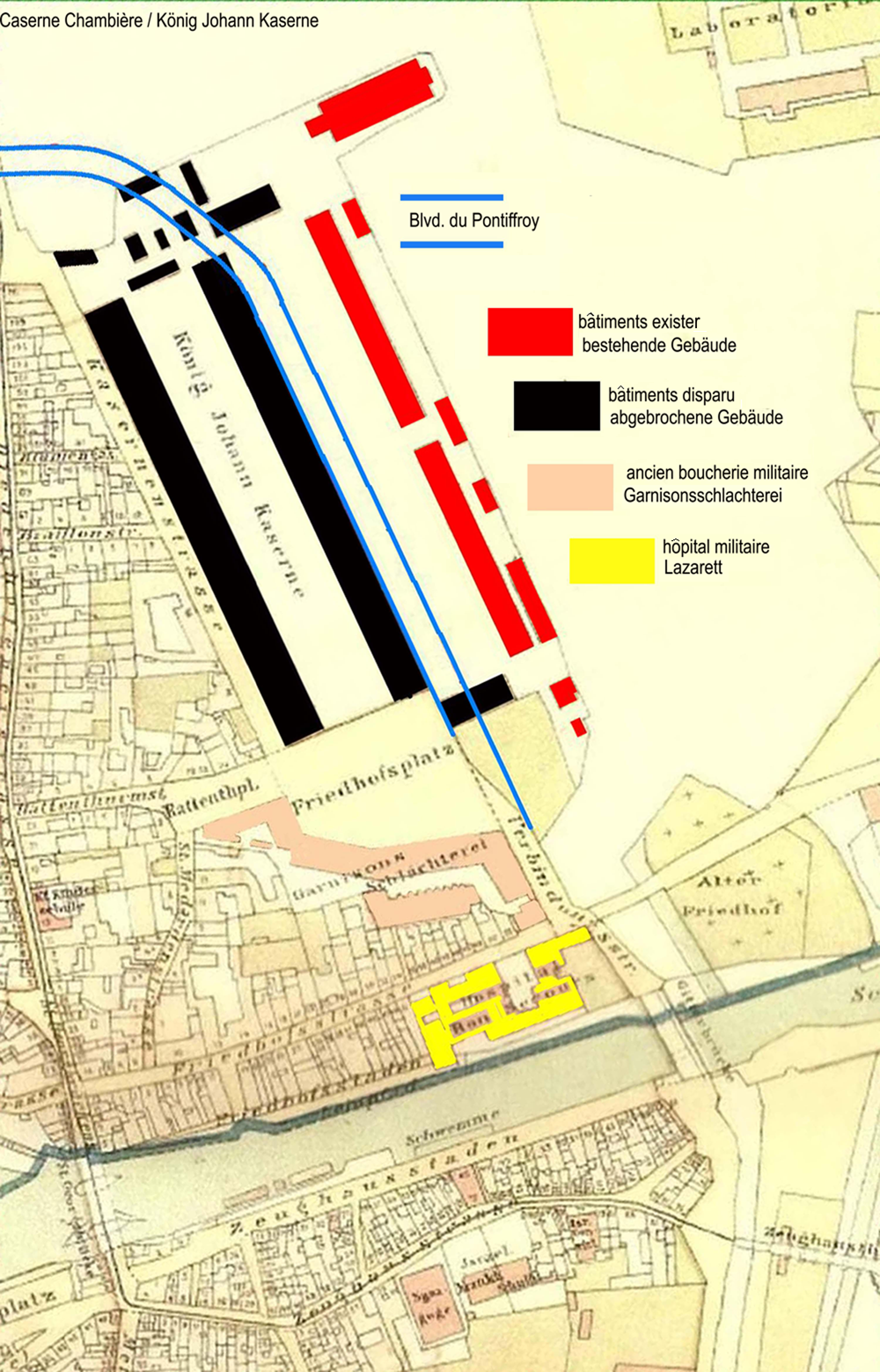
Plan de la caserne

## Contexte historique
Louis XIV reconnait l’importance militaire de la ville et y envoie l’ingénieur Vauban pour examiner les fortifications. Ce dernier visite la place en 1675 et écrit : « Les autres places du royaume couvrent la province, Metz couvre l’État ». Ses plans furent en partie suivis en 1676, puis repris par son élève Louis de Cormontaigne, maréchal de camp et directeur des places fortes, entre 1728 et 1749.

## Construction et aménagements
Sous l'impulsion du duc de Belle-Isle, on construit des casernes à Metz, notamment à Chambière, près des anciens murs de la ville. La « caserne Chambière » est construite de 1727 à 1736 sur le mort-terrain de Chambière, qui accueillait déjà depuis le XVe siècle la maison de la Cour-aux-Gelines, un hôpital ayant servi à accueillir les victimes de la peste. À l’époque, composée de plusieurs bâtiments, dont deux grands corps de bâtiments de plus de 200 m de long, elle est destinée à l’infanterie et à la cavalerie. La caserne d'infanterie, construite de 1727 à 1733, coûte la somme de 275 075 fr. Celle de cavalerie, construite de 1732 à 1736, coûte la somme de 259 990 fr. Progrès considérable pour l’époque, la caserne à des écuries traversantes, à l’aération améliorée, alors que les hommes logent aux étages. En 1738, le « pavillon des fours », occupé par la munitionnaire, est construit à la place d'un ancien cavalier, où se trouvait un cimetière calviniste.

## Affectations successives
Un incendie ravage la caserne le 27 mai 1766. La caserne est reconstruite. Occupée par les troupes allemandes dès le début de la première Annexion, la caserne Chambière est rebaptisée König Johann Kaserne en l’honneur du roi Jean de Saxe. Elle est rendue à la France en 1919. En 1946, le conseil municipal approuve le principe de cession de différents bâtiments par l’armée à la Ville de Metz. Parmi ces bâtiments figurent la caserne de cavalerie, la caserne d’infanterie et l’hôpital militaire du fort Moselle, les casernes Chambière, Féraudy et Krien, la prison militaire et la chapelle Saint-Pierre-aux-Nonnains.
Une partie des bâtiments de la caserne Chambière, ceux situés entre les actuels boulevard du Pontiffroy et rue de la Caserne, ont aujourd’hui disparu. Les portails restants font l’objet d’une inscription au titre des monuments historiques depuis le 24 octobre 1929.